# Dicranum fallax
Dicranum fallax là một loài rêu trong họ Dicranaceae. Loài này được Wilson Hobk. mô tả khoa học đầu tiên năm 1873.